# دریاچه اسد
دریاچه اسد (عربی: بحيرة الأسد) یک مخزن سد در فرات واقع در استان رقه، سوریه و هم‌مرز با ترکیه است.
این دریاچه مصنوعی در سال ۱۹۷۴ هنگامی که سد طبقه بسته شد، ایجاد شد. دریاچه اسد بزرگ‌ترین دریاچه سوریه است که حداکثر ظرفیت آن ۱۱٫۷ کیلومتر مکعب (۲٫۸ کیلومتر مربع) و حداکثر سطح مساحت ۶۱۰ کیلومتر مربع (۲۴۰ کیلومتر مربع) است. شبکه وسیعی از کانال‌ها از آب دریاچه اسد برای آبیاری زمین‌ها در هر دو طرف فرات استفاده می‌کند. علاوه بر این دریاچه آب آشامیدنی را برای شهر حلب فراهم می‌کند و از صنعت ماهیگیری پشتیبانی می‌کند. سواحل دریاچه اسد به مناطق زیست‌محیطی مهم تبدیل شده است.

## چشم‌اندازها
قلعه قدیمی جعبر در میان آب‌های این دریاچه قرار دارد.